# Ethojulus ligifer
Ethojulus ligifer är en mångfotingart som först beskrevs av Chamberlin 1919.  Ethojulus ligifer ingår i släktet Ethojulus och familjen Parajulidae. Inga underarter finns listade i Catalogue of Life.